# Adobe Animate CC
Adobe Animate (anteriormente conocido como Adobe Flash Professional, Macromedia Flash, y FutureSplash Animator) es uno de los programas más conocidos de la empresa Adobe, junto con Adobe Illustrator y Adobe Photoshop. Se trata de una aplicación de creación y manipulación de gráficos vectoriales con posibilidades de manejo de código mediante un lenguaje de scripting llamado ActionScript. Animate es un estudio de animación que trabaja sobre "fotogramas" y está destinado a la producción y entrega de contenido interactivo para diferentes audiencias de todo el mundo sin importar la plataforma. Es actualmente desarrollado y comercializado por Adobe Systems Incorporated y forma parte de la familia Adobe Creative Suite, su distribución viene en diferentes presentaciones, que van desde su forma individual o como parte de un paquete, siendo estos: Adobe Creative Suite Design Premium, Adobe Creative Suite Web Premium y Web Standard, Adobe Creative Suite Production Studio Premium y Adobe Creative Suite Master Collection. Se usa sobre animaciones publicitarias, cortometrajes animados y series de animación, entre otros.
Adobe Animate utiliza gráficos vectoriales y gráficos rasterizados, sonido, código de programa, flujo de vídeo y audio bidireccional (el flujo de subida solo está disponible si se usa conjuntamente con Macromedia Flash Communication Server). En sentido estricto, Animate es el entorno de desarrollo y Flash Player es el reproductor utilizado para visualizar los archivos generados con Flash. En otras palabras, Adobe Animate crea y edita las animaciones o archivos multimedia y Adobe Flash Player las reproduce.
Los archivos reproducibles de Adobe Animate, que tienen generalmente la extensión de archivo SWF, pueden aparecer en una página web para ser vistos en un navegador web, o pueden ser reproducidos independientemente por un reproductor Flash.

## Historia
Fue lanzado en mayo de 1996 por una pequeña empresa de desarrollo de nombre FutureWave Software y su nombre original fue FutureSplash Animator, después de su adquisición en diciembre de 1996 por Macromedia, pasa a ser conocido como Macromedia Flash 1.0. En versiones anteriores, Macromedia amplió Flash más allá de las animaciones simples, convirtiéndolo en una herramienta de desarrollo completa, para crear principalmente elementos multimedia e interactivos para Internet.
En diciembre de 2005, Adobe compra Macromedia y sus productos, entre ellos Flash, que pasa a llamarse Adobe Flash. En el año 2007, Adobe lanza Adobe Flash CS3 Professional. Se incluyó como parte de Creative Suite de productos de CS3 a CS6, hasta que Adobe eliminó la formación de Creative Suite a favor de Creative Cloud (CC).
El 1 de diciembre de 2015, Adobe anunció que el programa sería renombrado Adobe Animate en su próxima actualización importante. La decisión surge como parte de un esfuerzo por desvincular el programa de Adobe Flash Player, reconociendo su creciente uso para la creación de HTML5 y contenido de video, y un esfuerzo para comenzar a desalentar el uso de Flash Player en favor de soluciones basadas en estándares web. La primera versión bajo el nuevo nombre fue lanzada el 8 de febrero de 2016.

## Características

### Adobe Animate y laanimación[4]
Al igual que otros tipos de programas como photoshop, podemos establecer que es uno de los mejores de Adobe en comparación con sus versiones antepasadas como Adobe Flash. Adobe Animate organiza las imágenes y sonidos en capas y fotogramas para crear animaciones 2D. Estas animaciones pueden ser exportadas en diferentes formatos de vídeo (.avi, .mov, .mp4...), como imágenes ".png" o en formato ".gif". También pueden ser reproducidas al instante por un reproductor Flash, integrado (o no) en el navegador.
Adobe Animate trabaja principalmente con animación tradicional, es decir, fotograma a fotograma. Te permite dividir cada fotograma en capas y dibujar sobre una base principalmente vectorial. A pesar de esto, el programa cuenta con algunos métodos para facilitar la creación de animaciones, como las interpolaciones de movimiento, consiste en la secuencia de fotogramas independientes llevados de un punto a otro, al reproducirla da la sensación de movimiento sin necesidad de dibujar cada fotograma. En las últimas versiones, el programa da la posibilidad de integrar estructuras óseas a los objetos que facilitan su manipulación y permiten generar movimientos más naturales, también se han incluido nuevos pinceles moldeables y la posibilidad de usar cámaras.
El programa se hizo famoso en internet cuando surgió la época de las "animaciones flash" (en esos momentos, Animate aún llevaba el nombre de Macromedia Flash). Esta época surgió un "boom" en las plataformas de vídeos como YouTube o Newgrounds, en las que se comenzaron a subir contenido animado con este programa ya que en esos momentos era de los pocos programas accesibles de animación en Internet. Cuando el programa fue adquirido por Adobe, este perdió algo de fama ya que dejó de ser tan fácil de adquirir.
Antiguamente el programa estaba diseñado para animación y contenido de Adobe Flash Player, pero actualmente, desde que Adobe sustituyó su nombre por "Animate", el programa se centra en trabajar sobre HTML5 y sobre todo animación. La compañía lleva desde 2015 mejorando el programa para transformarlo en una herramienta de animación profesional, compitiendo con programas como Toon Boom Animation.

## Filmografía
Muchas películas y series del territorio comercial han sido realizadas con este programa. Estas son algunas.

### Cartoon Network
- Gona Go Go Go! (En capítulos especiales y la intro)
- Hi Hi Puffy AmiYumi
- Mighty Magiswords
- Chowder
- The Amazing World of Gumball

### Disney
- Gravity Falls (Solo el capítulo piloto)[10]
- Pecezuelos
- Kick Buttowski: Suburban Daredevil
- Fantasia 2000(Animación adicional)
- Bolt (Animación de los créditos)
- The Buzz on Maggie

### Nickelodeon
- Danny Phantom
- Wild Grinders
- Bunsen is a Beast
- The Fairly OddParents
- T.U.F.F. Puppy
- El Tigre: Las Aventuras de Manny Rivera
- Wow! Wow! Wubbzy!
- Bob Esponja: Un héroe fuera del agua (Escena del Rap y créditos)
- The Loud House

### Adult Swim
- Brad Neely's Harg Nallin' Sclopio Peepio
- King Star King
- Mr. Pickles
- Black Dynamite
- Overflow

### Netflix
- BoJack Horseman
- The Mr. Peabody & Sherman Show
- F is for Family
- One Piece
- Home: Adventures with Tip & Oh
- Jojo's Bizarre Adventure

### Pixar
- Ratatouille (créditos)
- El lobo solitario de Rumania (1943)
- Los Increíbles (créditos)

### Otros
- Blue Lock ("Judgement")
- Blue Lock ("Chaos ga Kiwamaru")